# Wells Fargo Arena (Des Moines, Iowa)
A Wells Fargo Arena é uma arena polivalente, com capacidade de 16.980 lugares, em Des Moines, Iowa, Estados Unidos. Parte do Centro de Eventos de Iowa, a arena foi inaugurada em 12 de julho de 2005, a um custo de US$117 milhões. Ganhou seu nome em homenagem ao seu patrocinador Wells Fargo, a arena substituiu o antigo Auditório Memorial Veteranos como o principal local de Des Moines para eventos esportivos e concertos. O primeiro evento realizado na arena foi o Boom-Boom Huck Jam, do ator e esqueitista Tony Hawk, em 14 de julho de 2005, enquanto seu primeiro show, da banda Tom Petty and the Heartbreakers, com a banda The Black Crowes, foi realizado em 18 de julho daquele mesmo ano.
A Wells Fargo Arena acomoda 15.181 pessoas para jogos de hóquei, 16.110 para jogos de basquete e até 16.980 para shows. Também conta com o restaurante Principal River's Edge Restaurant, que oferece vista para o Rio Des Moines e para o Capitólio do Estado de Iowa. O restaurante foi aberto em 6 de outubro de 2005, coincidindo com o jogo inaugural do Iowa Stars em casa.
A Arena também está conectada ao resto do Iowa Events Center, bem como ao centro de Des Moines, através do extenso sistema de Skywalk da cidade, proporcionando fácil acesso.